# 大平香奈
大平 香奈（おおだいら かな、1988年9月10日 - ）は、日本の女優、声優、ナレーター。
神奈川県横浜市出身。総合学園ヒューマンアカデミー卒業。ヘリンボーン所属。以前はプロダクション・タンクに所属していた。

## 出演作品

### テレビアニメ
- 謎の彼女X（女生徒）

### 劇場アニメ
- 新劇場版 頭文字D Legend1 -覚醒-

### テレビドラマ
- 世にも奇妙な物語'21秋の特別編「金の卵」（少年の声/鶏の声）

### 吹き替え

#### 洋画
- 侵入者 消された叫び声（リーラ・マークビー）
- ベル ある伯爵令嬢の恋（幼少期のダイド）

#### 海外ドラマ
- ウェット・ホット・アメリカン・サマー：キャンプ1日目（ケビン）
- NCIS 〜ネイビー犯罪捜査班 シーズン5 #7
- エレメンタリー3 ホームズ&ワトソン in NY #18
- お願い、キャプテン（ミナ）
- クリミナル・マインド8 FBI行動分析課 #8
  - クリミナル・マインド9 FBI行動分析課 #1
- コバート・アフェア シーズン5 #10
- THE KILLING〜闇に眠る美少女〜 シーズン3（キャリー）
- ジ・アメリカンズ（ペイジ・ジェニングス）
- スキャンダル2 託された秘密 #16
- STALKER:ストーカー犯罪特捜班 #8
- それいけ! ゴールドバーグ家（エミー）
- 脳外科医モンロー #4
- HOMELAND/ホームランド（デイナ）
- BOSCH/ボッシュ（マディ）
- マッドメン シーズン6
- 私はラブ・リーガル3 #8
  - 私はラブ・リーガル4 #7
  - 私はラブ・リーガル6 #7

#### 海外アニメ
- エバー・アフター・ハイ（アシュリン、リジー、CAキューピット）
- サバンナアドベンチャー（トンビ）
- しゅつどう!パジャマスク（ルナ・ガール）
- ボージャック・ホースマン（ペニー）

### CM
- 東邦ガス「まるっとおまかせ！東邦ガス！」（愛ちゃん）